# 马朗德里
马朗德里（法語：Malandry，法語發音：[malɑ̃dʁi]）是法国大東部大區阿登省的一个市镇，属于色当区。

## 地理
马朗德里（49°34'48"N, 5°11'46"E）面积6.87 平方千米，位于法国大東部大區阿登省，该省份为法国北部内陆省份，西接埃纳省，南至马恩省，东临默兹省，北与比利时接壤。
与马朗德里接壤的市镇（或旧市镇、城区）包括：希耶尔河畔拉费泰、萨伊、沃莱穆宗、欧特雷维尔-圣朗贝尔、伊诺尔、希耶尔河畔奥利济。

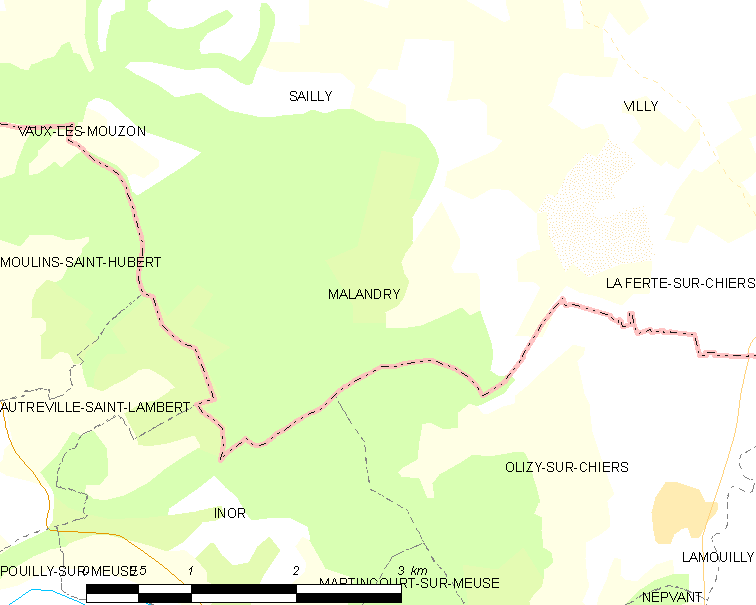
马朗德里的OSM定位图

马朗德里的时区为UTC+01:00、UTC+02:00（夏令时）。

## 行政
马朗德里的邮政编码为08370，INSEE市镇编码为08269。

## 政治
马朗德里所属的省级选区为卡里尼昂县。

## 人口

1962-2008年间马朗德里人口变化图示

马朗德里于2022年1月1日时的人口数量为79人。